# Machairophyllum acuminatum
Machairophyllum acuminatum är en isörtsväxtart som beskrevs av L. Bol. Machairophyllum acuminatum ingår i släktet Machairophyllum och familjen isörtsväxter. Inga underarter finns listade i Catalogue of Life.